# Dům Hilbertova čp. 67 (Louny)
Dům čp. 67 v Hilbertově ulici v Lounech je novogotický měšťanský dům z roku 1898, navržený architektem Kamilem Hilbertem. Budova má jednopatrové průčelí s bohatou ornamentální výzdobou v neogotickém stylu. V roce 1964 byl dům zapsán do státního seznamu kulturních památek (č. 43520/5-1029).

## Historie
Stavba byla dokončena v roce 1898. Jedná se o jednu ze tří neogotických budov od Kamila Hilberta v jeho rodném městě; na fasádě je vytesáno jeho jméno společně se jménem stavebníka Antonína Hesse a letopočtem 1898. Za první republiky sloužila budova jako četnická stanice.

## Architektonický popis
Průčelí domu je zdobeno výraznými neogotickými prvky. Okna jsou dělena, v přízemí jejich ostění zakončeno hrotitým obloukem, připomínajícím hrotitý oblouk portálu Jezdeckých schodů ve východové chodbě z Vladislavského sálu. V patře se pod každým oknem nachází plastická výzdoba v podobě stylizované kružby, připomínající gotické rozety s nápodobou tzv. plaménkových vzorů. Mezi okny jsou osazeny reliéfy rostlinných motivů a erby. Nad okny se nachází stylizované stuhy s jmény. 

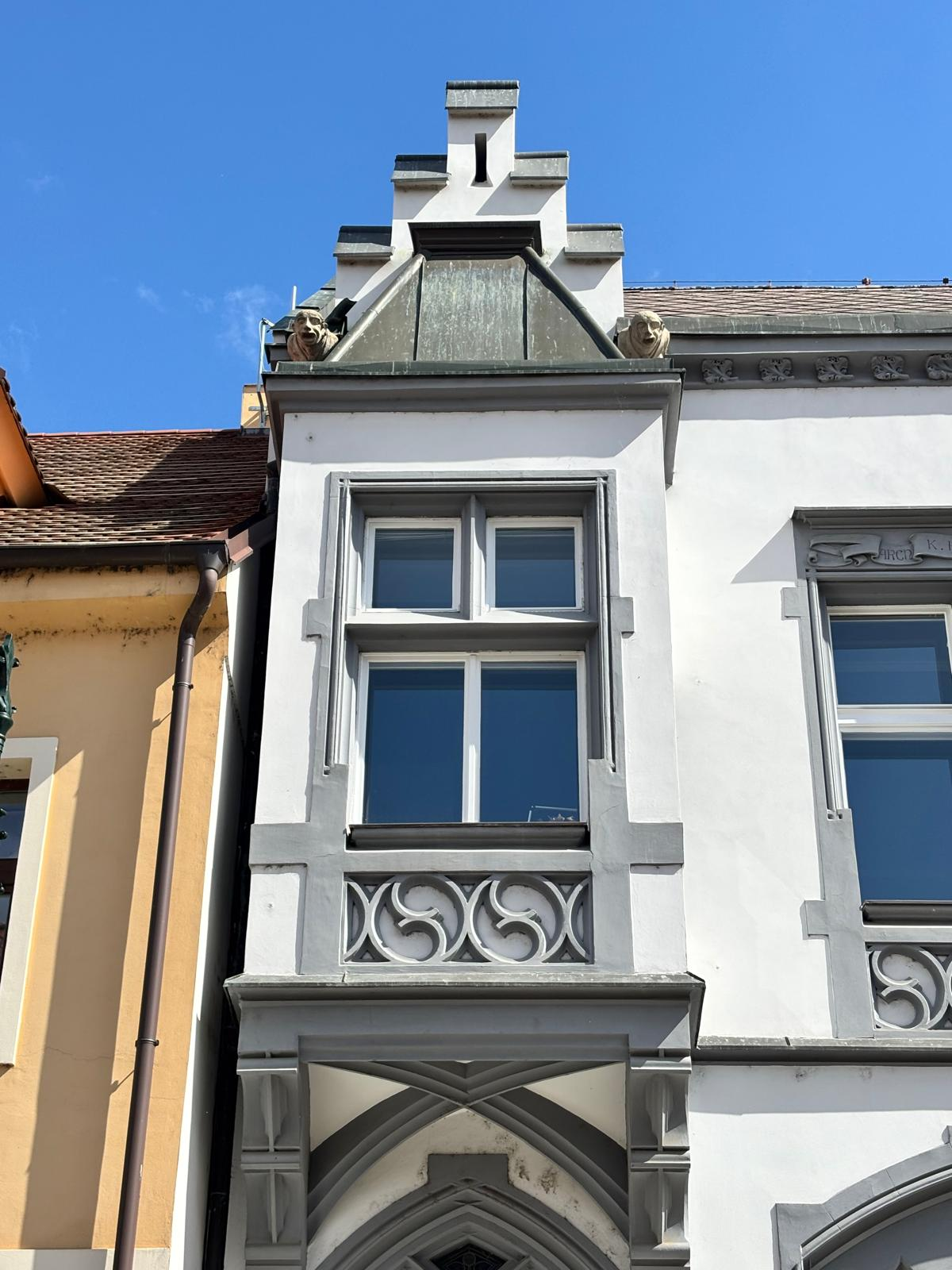
Arkýř

Původně na průčelí domu vyčnívala figurální freska sv. Václava od Jano Köhlera (1873–1941), tehdejšího studenta pražské Akademie výtvarných umění. V pravé části průčelí vystupuje arkýř, podepřený krakorci. Kvůli tomuto arkýři je budova mírně posunuta od uliční čáry. Korunní římsa, která je zdobena vegetabilním dekorem, je v uličním průčelí a u štítu zakončena chrliči ve tvaru mužských bust.

## Významné osobnosti související s domem
Kamil Hilbert (1869–1933), architekt domu, pocházel z Loun a patřil mezi významné české architekty přelomu 19. a 20. století. V letech 1896–1899 působil v Lounech, kde navrhl řadu historizujících staveb. Jeho nejvýznamnější realizací byla dostavba katedrály sv. Víta v Praze, dokončená roku 1929. Jeho otec Petr Pavel Hilbert byl starostou města a po něm je pojmenována i ulice, kde se dům nachází.
Zdeněk Sýkora (1920–2011), malíř, který v domě čp. 67 bydlel a tvořil, je považován za průkopníka geometrické abstrakce a využití počítače ve výtvarném umění. Jeho díla jsou vystavena například v Galerii Benedikta Rejta v Lounech. Sýkora je rovněž autorem návrhu opony Divadla Jaroslava Vrchlického v Lounech, která se po rekonstrukci ztratila, ale je znázorněna na piazzetě před budovou.